# عباس ماهیار
مستند زندگی استاد عباس ماهیار
عباس ماهیار (زادهٔ سال ۱۳۱۶ خ، عجب‌شیر – درگذشتهٔ ۲۱ دی ۱۳۹۵، تهران) استاد دانشگاه خوارزمی، خاقانی‌شناس و پژوهشگر ادبی بود.

## زندگی‌نامه
عباس ماهیار در سال ۱۳۱۶ در شهر عجب‌شیر متولد شد.
کارشناسی زبان و ادبیات فارسی را از دانشسرای عالی تبریز و کارشناسی ارشد و دکتری زبان و ادبیات فارسی را از دانشگاه تهران دریافت نمود. عنوان پایان‌نامهٔ وی در مقطع دکتری «تصحیح انتقادی دیوان اثیر اخسیکتی» بوده‌است.

## آثار
1. صرف و نحو برای دانشجو، با هزینهٔ مؤلف.
2. تصحیح انتقادی تسلیةالإخوان، (نوشتهٔ عطا ملک جوینی)، انتشارات آباد.
3. مرجع‌شناسی ۱، انتشارات دانشگاه پیام نور.
4. نظم ۳ بخش اول، انتشارات دانشگاه پیام نور.
5. عروض فارسی شیوه‌ای نو برای آموزش عروض و قافیه، نشر قطره.
6. صرف و نحو عربی، انتشارات سمت سمت.
7. گزیدهٔ خاقانی، نشر قطره.
8. مرجع‌شناسی ادبی و روش تحقیق، نشر قطره.
9. سیمای شیر یزدان در حدیقةالحقیقه، انتشارات جام گل.
10. مرجع‌شناسی ۱، انتشارات جام گل.
11. شرح مشکلات خاقانی، (دفتر یکم: ثری تا ثریا)، انتشارات جام گل.
12. شرح مشکلات خاقانی، (دفتر دوم: خارخار بند و زندان)، انتشارات جام گل.
13. شرح مشکلات خاقانی، (دفترسوم: نسیم صبح)،انتشارات جام گل.
14. شرح مشکلات خاقانی، (دفتر چهارم: پنجنوش سلامت)، انتشارات جام گل.
15. شرح مشکلات خاقانی، (دفتر پنجم: گنجینهٔ اسرار)، انتشارات جام گل.
16. سحر بیان خاقانی، انتشارات جام گل.
17. صرف و نحو ۱ و ۲، انتشارات سمت.
18. مالک ملک سخن، (شرح قصاید خاقانی)، انتشارات سخن.[۳][۴]
19. نجوم قدیم و بازتاب آن در ادب پارسی انشارات اطلاعات ۱۳۹۳